# ＃9110
#9110（シャープきゅういちいちまる）は、日本において、生活の安全や悩み事に関する事柄を警察に相談する目的で設定されている電話番号である。

## 概要
ストーカーや家庭内暴力、悪質商法、学校や職場でのいじめなど、生活の安全・平穏に関しての悩み事などを相談するための電話番号である。実際に事件が発生する前に手立てを打つことが出来ず、重大な事件にまで発展してしまったこともあることから、警察に身近に相談できる手段として、1989年から運用が開始された。警察や警察官に対する意見・苦情も受け付けている。
北海道警察の各方面本部を含む、全都道府県警察本部に対応のための相談室が設置されているが、名称はそれぞれ異なる。日本全国どこからでも利用可能で、携帯電話からも利用可能である。電話を掛けると、その場所を管轄する警察本部の相談室につながり、内容に緊急性があると判断されるとその場で110番に転送されることもある。なお、土日・祝日及び夜間については、当直に接続されるか、自動音声での対応となる。
「#9110」にダイヤルすることで、始めにオペレーターが電話を取り、担当する部署などに電話を繋げることができる。対応時間は各警察署によって異なるが、夕方17:00頃までとする所が多い。
ダイヤル式電話機やダイヤル回線ではつながらないので、都道府県別の警察総合相談電話番号にかける必要がある。
日本語以外の言語や年齢、性別や国籍等に関わりなく相談を受け付けている（多言語対応者が常時待機）。各警察によっては、聴覚障害者へのファクシミリでの対応を行っている所もある。
110番が、事件や事故の際に直ちに警察官の出動を要求するための電話番号であるのに対して、#9110は、警察に対して緊急性の低い連絡を行うための電話番号である。しかし2014年時点では未だ110番のように浸透していないのが実情である。警察では、#9110にちなんで毎年9月11日を「警察相談の日」と定め、#9110や警察の相談窓口を有効に利用することを呼びかけている。

## おもな相談内容
相談内容によって、警察よりも他の機関や会社・団体等に問い合わせた方が良いと判断した場合は、他の機関等の電話番号を教えることもある。
- 迷惑電話・不審電話（いたずら電話・ワン切り・各種情報収集など。特殊詐欺や強盗などの予兆となる場合もある）の問い合わせ
- 特殊詐欺（親族を名乗るオレオレ詐欺、警察や金融機関などを名乗る預貯金詐欺・キャッシュカード詐欺盗、市役所などを名乗る還付金詐欺などの電話、受け子の出没等）の問い合わせや情報提供等
- 近隣・親戚・家族・友人・知人等とのトラブル（家庭内暴力や離婚・離縁、個人間の金銭トラブル、学校や職場でのいじめや嫌がらせ、体罰）
- 取引・契約関係（身に覚えのない請求書が来た、保険契約）
- 迷惑行為（痴漢・放置車両・ペットに関する問題、痴漢・変質者等の情報提供等）
- インターネットに関する問題（SNS・電子メール・電子掲示板などの迷惑行為、サイバー犯罪、オークショントラブル）
- 悪質取引・悪質商法（特定商取引や、催眠・霊感商法など）
- 警察・警察官の対応（警察をかたる電話も含む）
- その他生活安全に関わる事案（ドメスティックバイオレンス、ストーカー行為、児童虐待、高齢者虐待、障害者虐待）

## いたずら電話
110番同様、この電話番号にも少なからずいたずら電話や目的外電話をかけてくる者がいるが、業務に著しく支障をきたした場合は、事件として捜査し、業務妨害罪に問われる場合もある。2024年現在、その様な事例はない。

## 参考サイト・出典
- 政府広報オンライン
- 事件・事故は110番へ　相談・要望は＃9110へ　ISBN:不明　国立国会図書館サーチ
- 事件事故強い味方の110番 : 困りごとゆっくり相談＃9110　ISBN:不明　国立国会図書館サーチ
- SUMO「110番」とは違う警察相談専用電話「＃9110」ってご存じ？
- 大阪府警察　警察相談室